# Scinax auratus
Espèce
Synonymes
- Hyla aurata Wied-Neuwied, 1821
- Ololygon aurata Fouquette and Delahoussaye, 1977

Statut de conservation UICN

 LC  : Préoccupation mineure
Scinax auratus est une espèce d'amphibiens de la famille des Hylidae.

## Répartition
Cette espèce est endémique de Brésil. Elle se rencontre jusqu'à 960 m d'altitude, :
- à l'extrême Nord-Est du Minas Gerais ;
- dans l'État de Bahia ;
- au Sergipe ;
- en Alagoas ;
- au Pernambouc ;
- au Paraíba.

## Publication originale
- Wied-Neuwied, 1821 : Reise nach Brasilien in den Jahren 1815 bis 1817. Frankfurt am Main.